# 下宅部遺跡

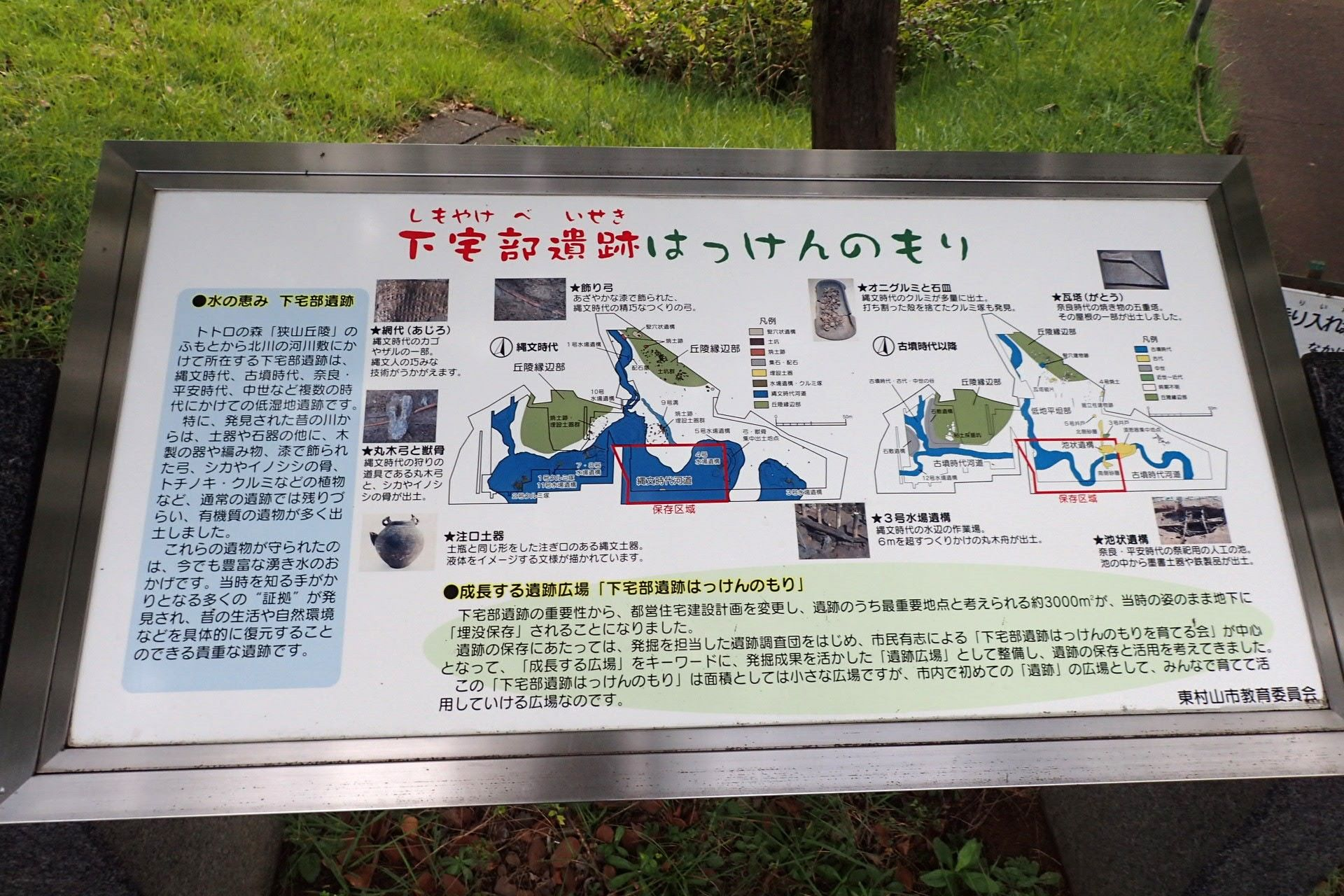
下宅部遺跡はっけんのもり入口看板

下宅部遺跡（しもやけべいせき）は、東京都東村山市 多摩湖町４丁目に約3千平方メートルの規模で広がる縄文時代後期の遺構を中心とする複合遺跡である。2020年（令和2年）9月30日に漆塗製品を中心とした出土品392点が国の重要文化財に指定されている。

## 概要
東京都東村山市の北西、八国山緑地の南側、東西約300メートルの範囲で都営団地建替えの際に1996年（平成8年）から2002年（平成14年）にかけて発掘調査が行われた。丘陵からの湧き水が川と合流する場所にあって、縄文時代後期に生活のための作業場として使用されていたと考えられる。約200メートル南側に隣接する日向北遺跡からは縄文時代晩期の建物跡が発見されている。湧き水は酸素濃度が低く夏季に比較的低温で菌による腐食が進みにくかったため、木材の加工品や網、木の実が多数出土した。また獣骨・漆工芸品・石棒・遠隔地からの交易品など多数の遺物が見つかった。縄文時代後期の生活様式をうかがい知ることができるこれらの出土品は八国山たいけんの里に展示されている。西武園駅南東の一部の区画は発掘されないまま下宅部遺跡はっけんのもり公園として保存されている。

## 生活の遺跡
生活活動に関する主な遺跡を以下に示す。
- 漆工作業

樹液を採るために等間隔に傷をつけられた樹の幹が出土。漆（うるし）は土器や弓の塗装や表面の保護だけでなく、破損した際の修理に接着剤として使用された。
- 丸木舟などの木製品の製作

　湧き水のおかげで腐敗せずに約4千年間保存された。
- 川に堰を構築して行った集約的な漁

　多数の網代編み製品のほか、筌（うけ）や簀（す）と思われる製品も出土している。
- 繊維の水晒し
- トチノキの実のアク抜き

　トチ塚と籠などの網代編み製品が出土している。
- シカ・イノシシを対象とした弓による狩猟と儀礼をともなう解体作業[3]

以上は八国山たいけんの里で展示されている。
なお縄文時代の遺物包含層よりも約2メートル高い土層からは古墳時代から平安時代にかけての遺物も見つかっている。

## ギャラリー

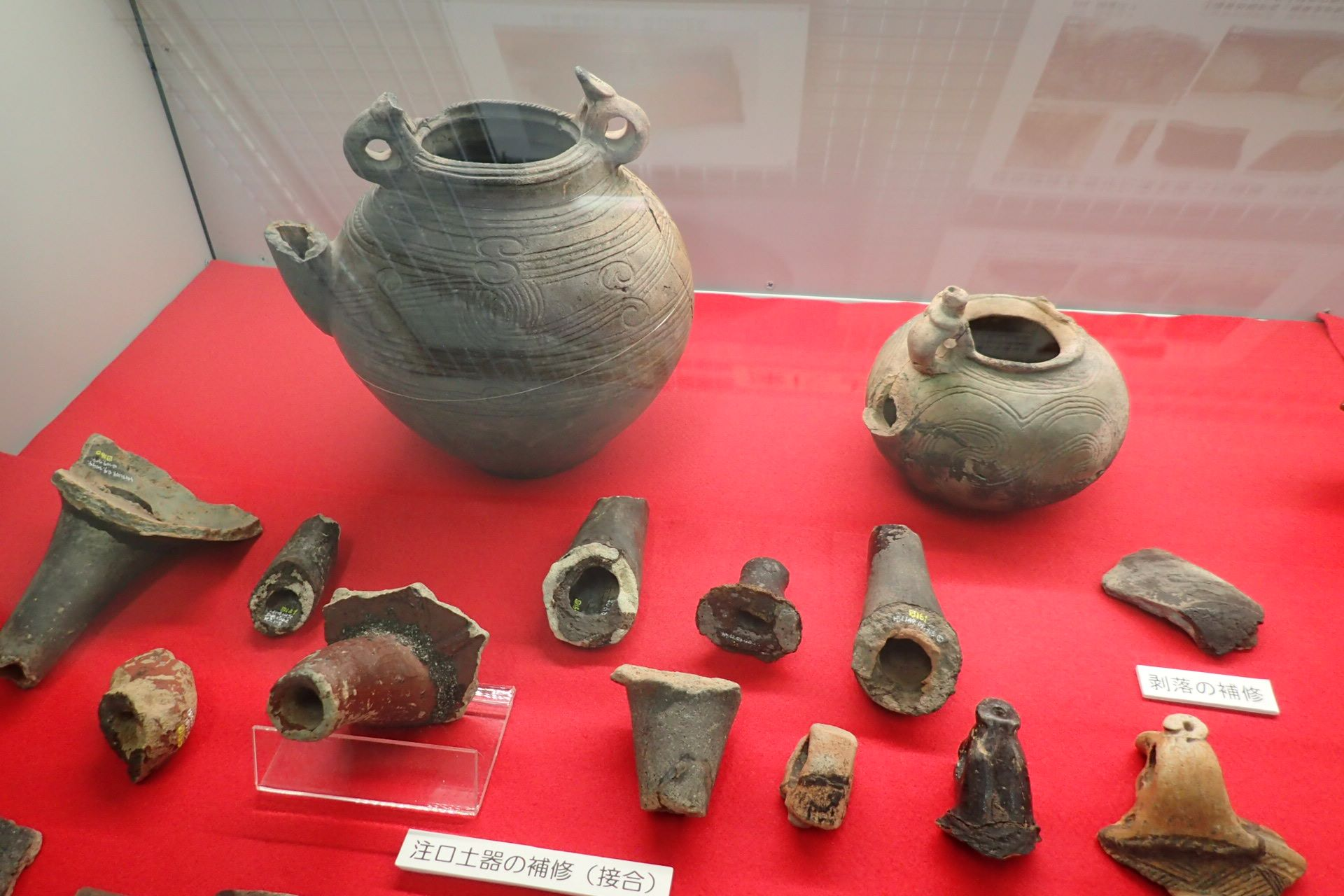
漆塗りの注口土器（八国山たいけんの里）
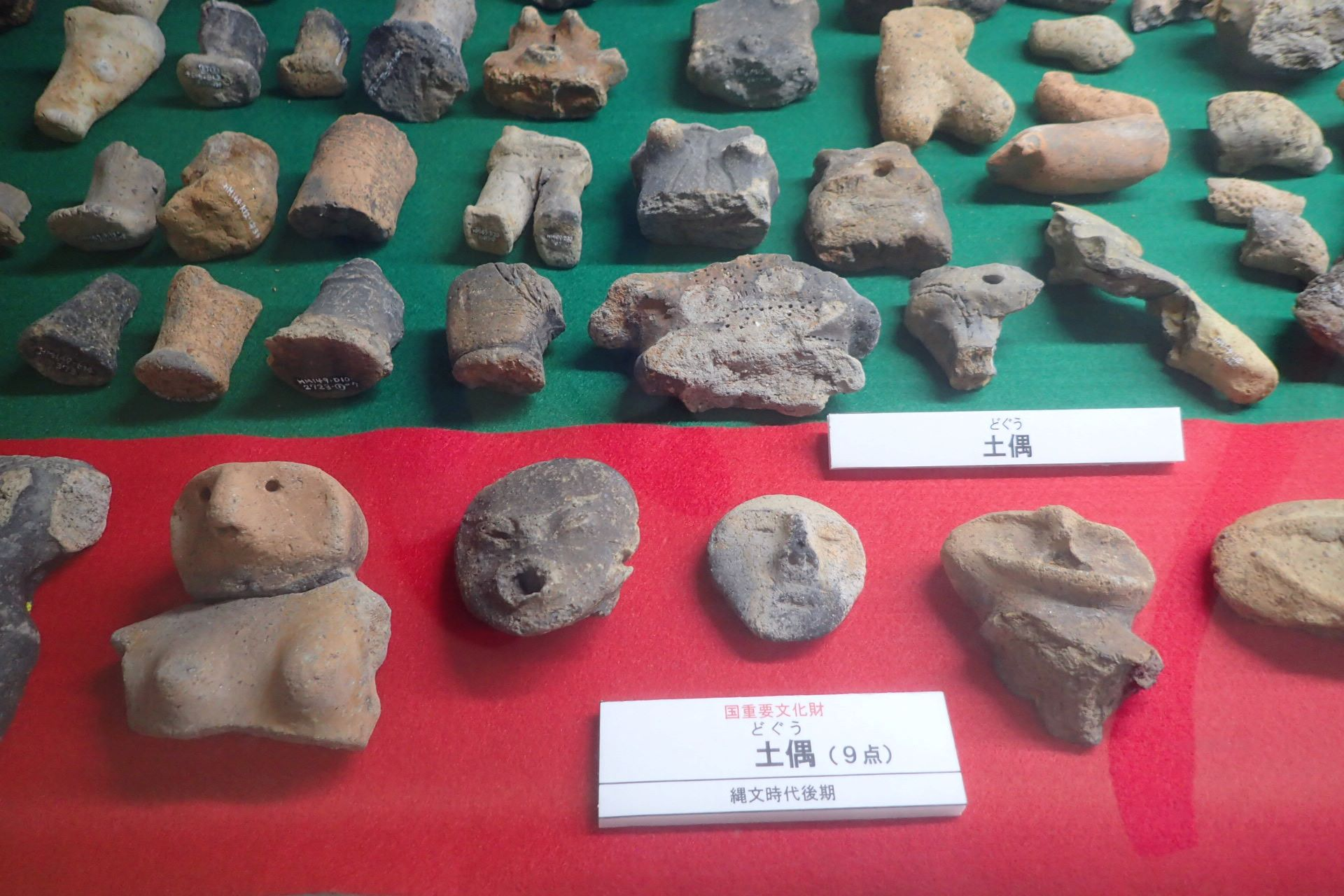
土偶（八国山たいけんの里）

## アクセス
SK05 西武西武園線、西武園駅下車。下宅部遺跡はっけんのもりは南口から坂を下り徒歩約5分。八国山たいけんの里は西武園線沿い東に北山小学校方向へ徒歩約10分。